# The Angelus (film 1910)
The Angelus è un cortometraggio muto del 1910 diretto da Frank Beal.

## Produzione
Il film fu prodotto dalla Selig Polyscope Company

## Distribuzione
Distribuito dalla General Film Company, il film - un cortometraggio di una bobina - uscì nelle sale cinematografiche statunitensi il 28 aprile 1910.